# Burg Frauenberg (Ruschein)
Die Burg Frauenberg ist die Ruine einer Höhenburg bei Ruschein (Gemeinde Ilanz/Glion) in der Surselva im schweizerischen Kanton Graubünden.
Die heute manchmal verwendete Bezeichnung „Frundsberg“ geht auf eine Idee des Chronisten Ulrich Campell nach 1570 zurück, der im Namen der Burg (vrôvinberc) den Stammsitz des Landsknechtsführers Georg von Frundsberg zu lesen meinte. Diese Theorie gilt heute jedoch als nicht haltbar und ging anscheinend auf einen Lesefehler zurück. Die Burg der Frundsberg lag in Mindelheim in Deutschland, Georg von Frundsberg selbst lebte in Südbayern.

## Lage
Die Ruine liegt bei 1205 m ü. M. auf dem Hügel Plontabuora südwestlich des Dorfes und ist vom Dorfzentrum aus in wenigen Minuten gut erreichbar.

## Anlage
Von der einstigen Burganlage sind die Reste eines Mauervierecks von circa 21 auf 16,5 Meter erhalten, die Mauerstärke beträgt gegen 1,5 Meter. Die Mauern sind in durchgehender Opus-spicatum-Technik gebaut. Das Tor liegt in der nordwestlichen Mauer, die Gewändsteine sind ausgebrochen. Auf dem Plateau finden sich geringe Reste einer Umfassungsmauer. Eine genaue Datierung der Erbauung ist ohne Grabungen nicht möglich. Die Opus spicatum-Technik und die Torkonstruktion weisen auf eine Zeit das Jahr 1200 hin.
Die Vorstellungen zum Aussehen der Burg gingen bis zu einer genaueren Untersuchung im Jahr 2013 von im Innern an die Mauer angelehnte Wohnbauten aus und weniger von einer Überdachung, vergleichbar zur Anlage in der Burg Valendas. Die Analyse von 2013/2014 mit einer teilweisen Freilegung postulierte aber neu deutlich einen Holzaufbau auf dem Mauergeviert. Damit hatte es sich kaum um eine Wehrburg gehandelt.
Im Jahr 2014 war die Sanierung des Burgtores abgeschlossen und der Sperrbalkenanal wiederhergestellt.

## Geschichte

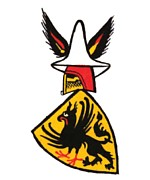
Der Greif als Wappen der Freiherren von Wildenberg, Freiherren von Greifenstein und Frauenberger

Die Herren von Frauenberg waren wahrscheinlich ein Zweig der Freiherren von Sagogn, der sich um 1250 nach einer Erbteilung gebildet hatte. Die Burg war Stammsitz der Herren von Frauenberg, die 1257 erstmals bezeugt sind. Ihr erster urkundlich erwähnter Vertreter war Heinrich von Frauenberg, der von 1257 bis 1266 erwähnt wird. Wahrscheinlich war er identisch mit Heinrich von Sagogn. Neben Frauenberg besass die Familie die Burg Felsberg sowie Güter und Rechte in Luzein, Castrisch und Falera.

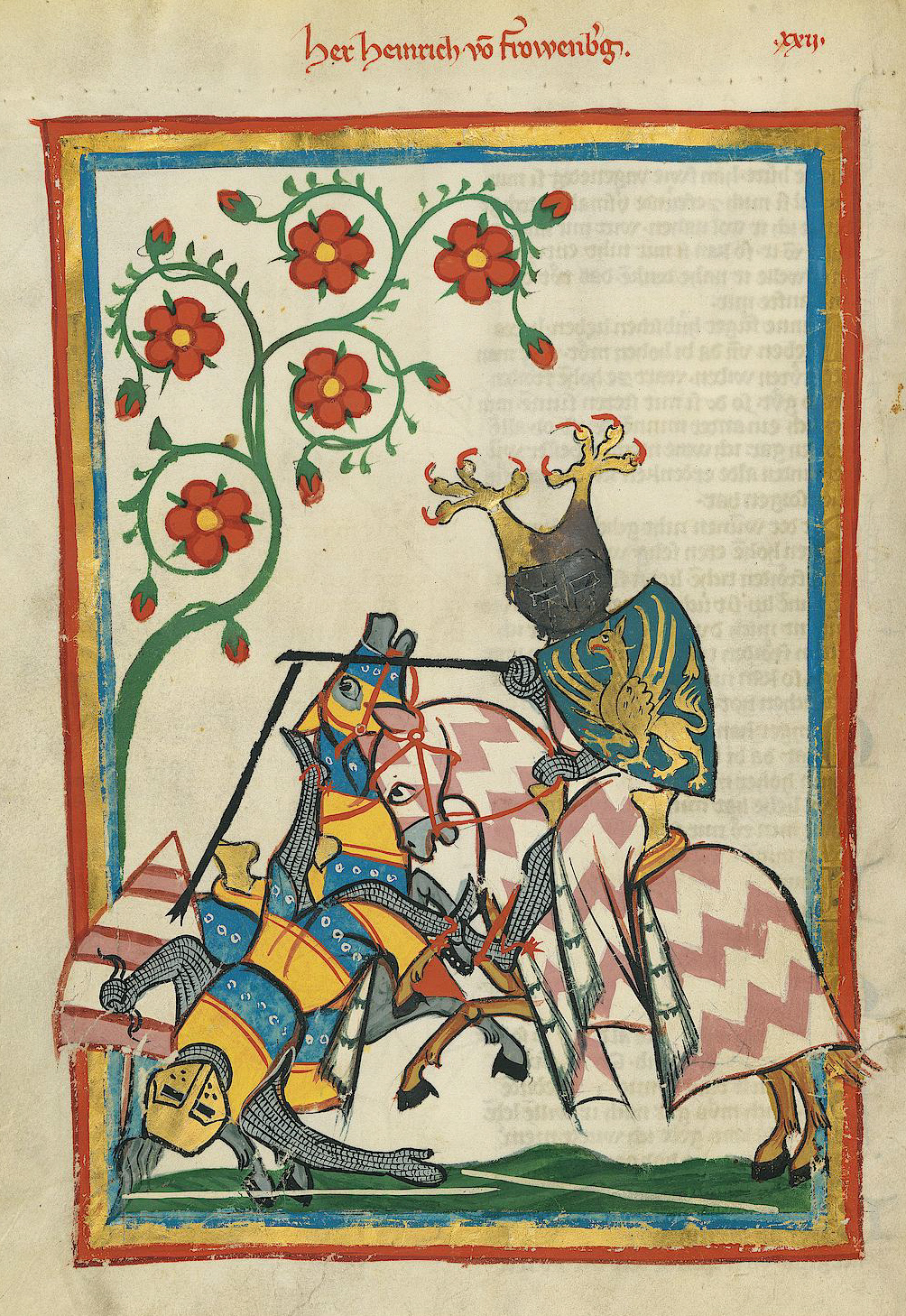
Heinrich von Frauenberg im Codex Manesse

In der Geschichte Rätiens spielten die Frauenberger eine wichtige Rolle und traten öfters als Zeugen auf. Der wichtigste Vertreter des Geschlechts war wohl Heinrich II. (belegt von 1284 bis 1305), der letzte männliche Frauenberg. Er schloss mit dem Churer Bischof und dem Abt von Disentis ein Bund mit Walliser Herren und verhandelte anstelle des abwesenden Bischofs. 1298 war er im Gefolge von König Adolf von Nassau und unterlag mit ihm in 1297 in der Schlacht bei Göllheim. Zudem war er auch als Minnesänger bekannt. 1290 verlegte er seinen Wohnsitz auf die Burg Gutenberg in Liechtenstein, wo er 1314 verstarb.
Heinrich II. blieb ohne männliche Nachfolger. Seine Töchter Katharina und Margareta heirateten nach Österreich und in die Familie der Werdenberger. Während Österreich Gutenberg zufiel, kam die Burg von Ruschein an die Werdenberger. Seit dem 15. Jahrhundert wurde die Burg teilweise abgetragen und die Steine für andere Bauten verwendet.
Urkundlich wird die Burg nur einmal erwähnt: in einem Urbar von Pfäfers um 1450 wird in Ruschein ein Acker genannt, der nebenzuo gen der vesti an die almain (Allmend) stösst.

## Galerie

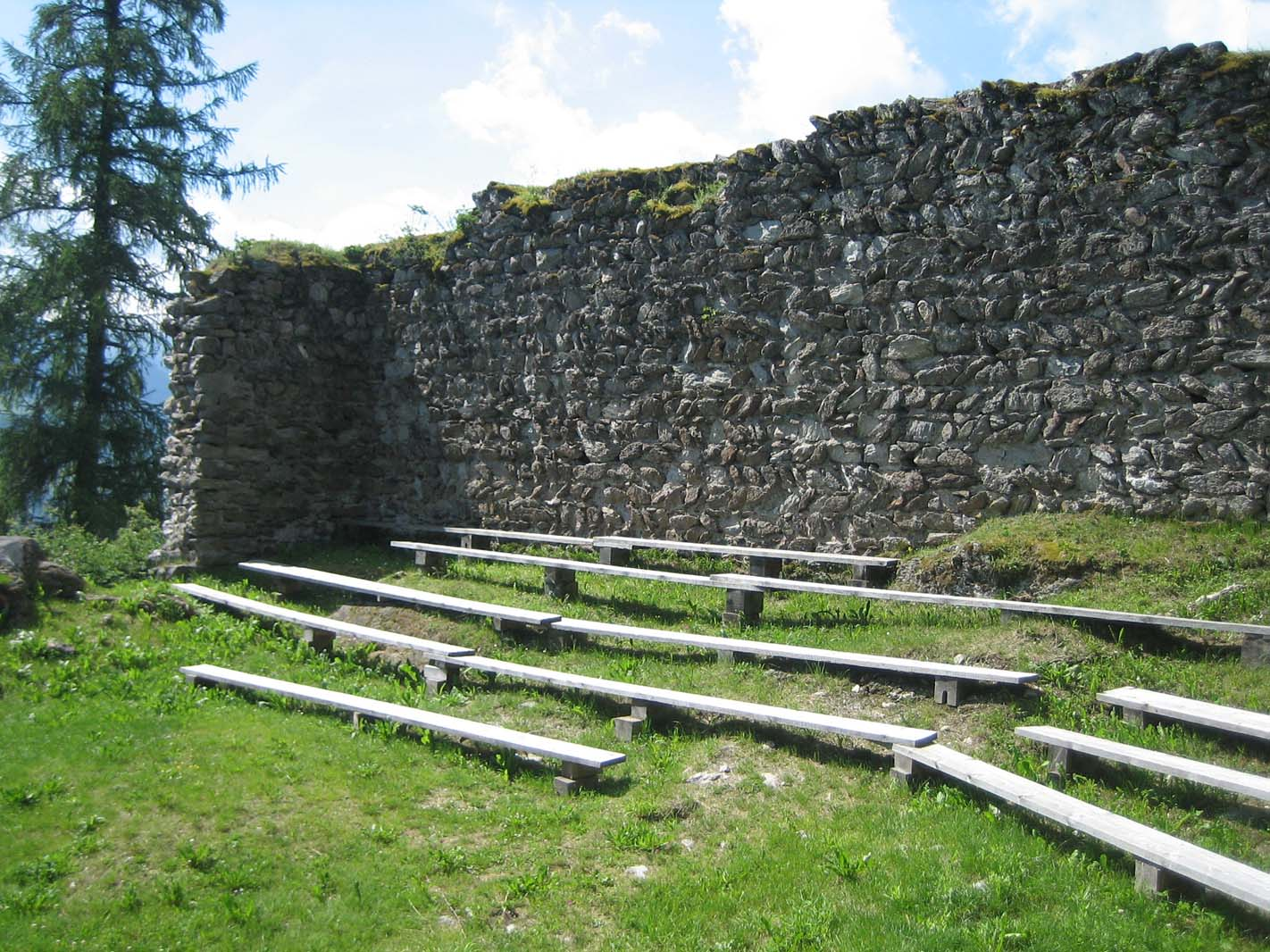
Westmauer
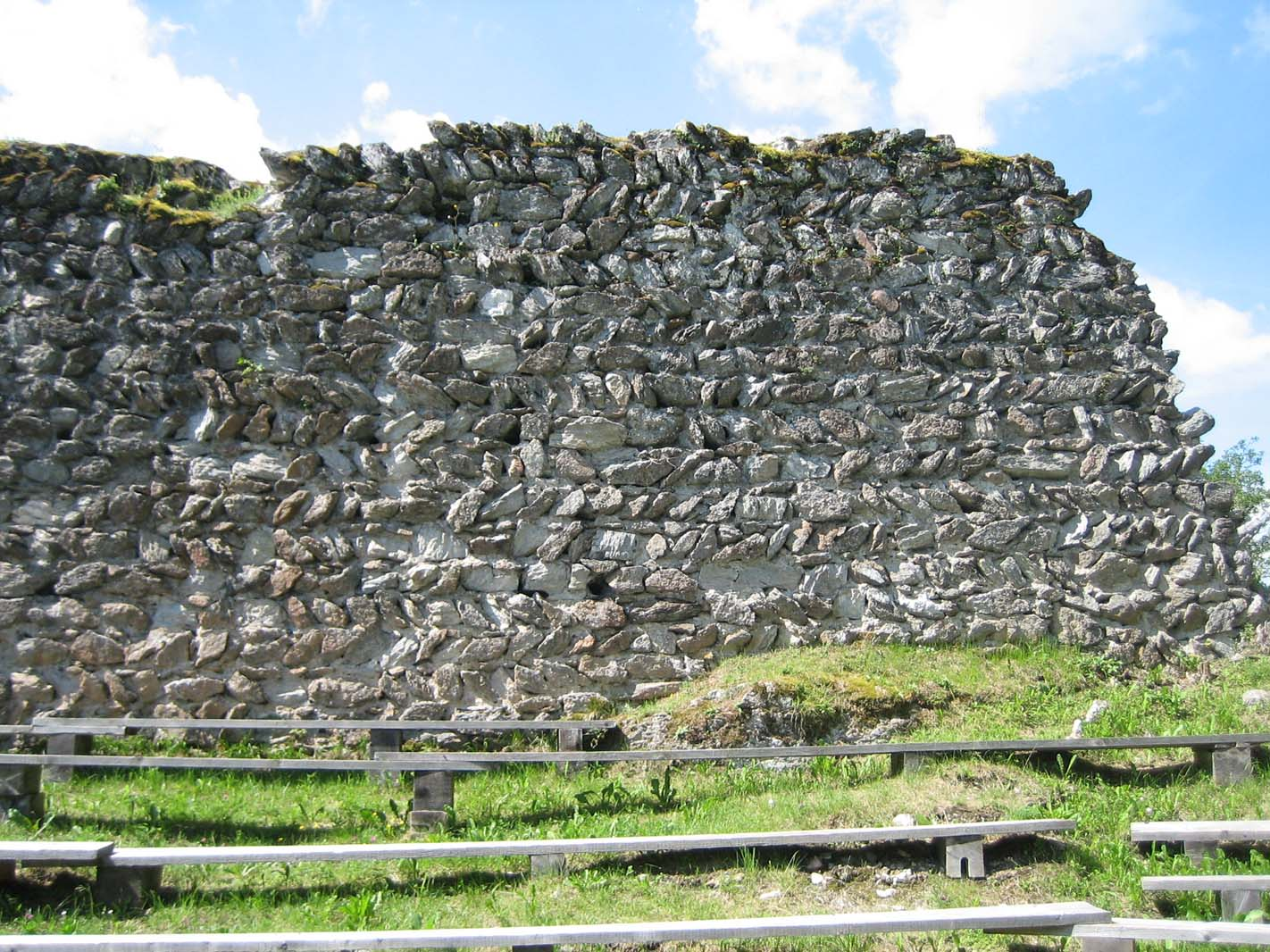
Detail der Westmauer
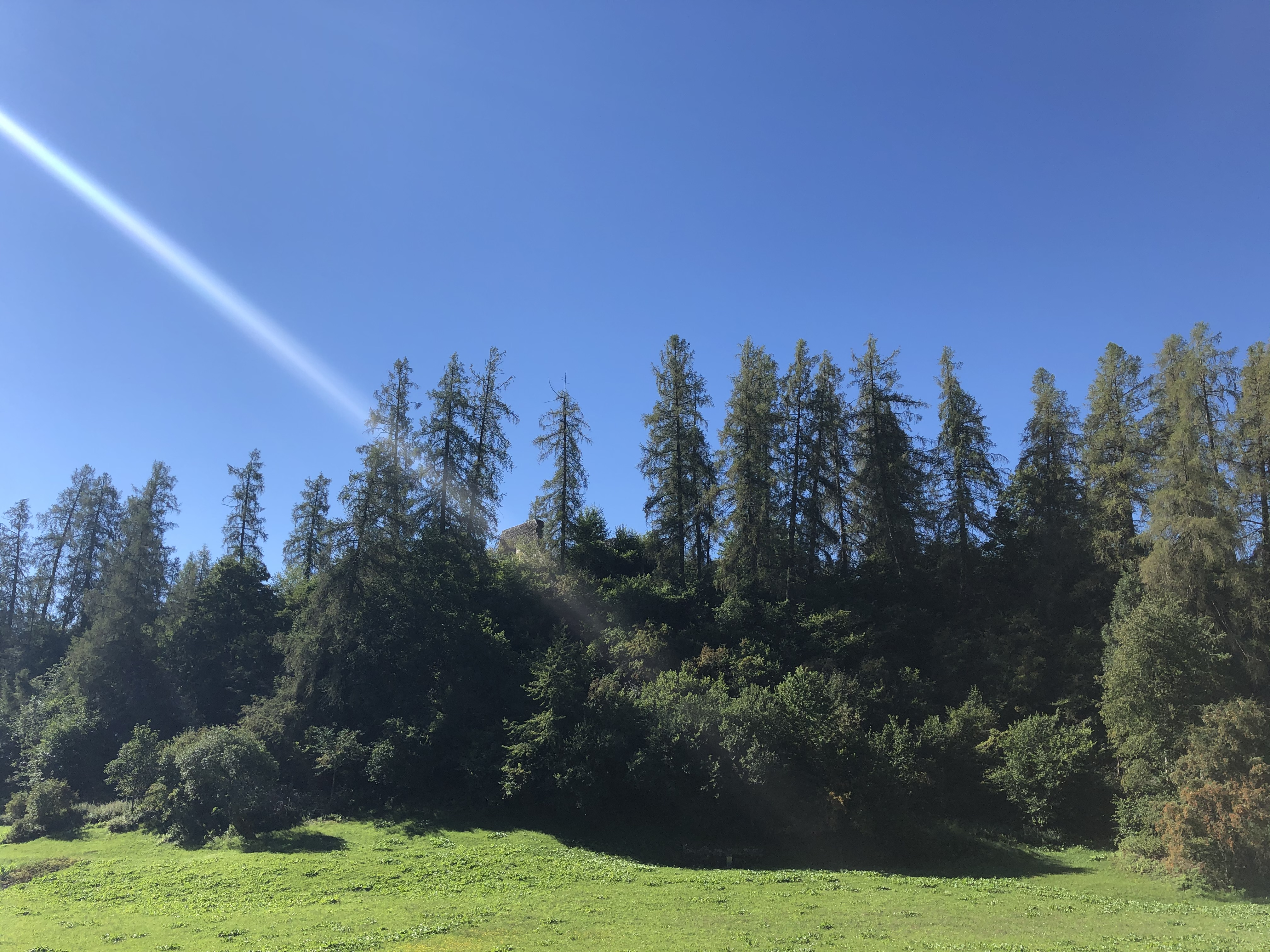
Ansicht von Norden